# Cladocarpus boucheti
Cladocarpus boucheti is een hydroïdpoliep uit de familie Aglaopheniidae. De poliep komt uit het geslacht Cladocarpus. Cladocarpus boucheti werd in 1992 voor het eerst wetenschappelijk beschreven door Ramil & Vervoort. 